# Oton Moschidis
Oton Moschidis (gr. Όθων Μοσχίδης; ur. 5 lutego 1942) – grecki zapaśnik walczący w stylu klasycznym. Dwukrotny olimpijczyk. Czwarty w Meksyku 1968 i odpadł w eliminacjach w Monachium 1972. Walczył w kategorii 57 kg.
Szósty na mistrzostwach świata w 1971. Piąty na mistrzostwach Europy w 1968. Mistrz igrzysk śródziemnomorskich w 1967 i drugi w 1971 roku.